# おとし玉〜ベリー ベスト オブ 音速ライン
『おとし玉〜ベリー ベスト オブ 音速ライン』は、日本のバンド音速ラインの1枚目のベスト・アルバムである。2009年1月14日発売。発売元はユニバーサルミュージック。

## 概要
- 初となるベストアルバム。全てのシングルと一部のカップリング・アルバム収録曲を収録。
- 通常盤と初回限定盤の二種リリース。初回限定盤には全てのPVを収録したDVD付き。

## 収録曲

### CD
1. スローライフ[4:20]
作詞・作曲：藤井敬之、編曲：音速ライン
2. 冬の空[3:45]
作詞・作曲：藤井敬之、編曲：音速ライン
3. スワロー[3:20]
作詞・作曲：藤井敬之、編曲：音速ライン
4. 街風[3:29]
作詞・作曲：藤井敬之、編曲：音速ライン
5. 逢瀬川[3:33]
作詞・作曲：藤井敬之、編曲：音速ライン
6. 流星ライン[3:01]
作詞・作曲：藤井敬之、編曲：音速ライン
7. ナツメ[3:49]
作詞・作曲：藤井敬之、編曲：音速ライン
8. 逢いたい (SINGLE MIX)[3:54]
作詞・作曲：藤井敬之、編曲：音速ライン
9. みずいろの町[3:39]
作詞・作曲：藤井敬之、編曲：音速ライン
10. 上昇気流[3:08]
作詞・作曲：藤井敬之、編曲：音速ライン
11. 真昼の月[4:07]
作詞・作曲：藤井敬之、編曲：音速ライン・根岸孝旨
12. ありがとうの唄[2:29]
作詞・作曲：藤井敬之
13. 恋うた[4:26]
作詞・作曲：藤井敬之、編曲：音速ライン
14. 青春色[4:17]
作詞・作曲：藤井敬之、編曲：音速ライン
15. スナフ[3:14]
作詞・作曲：藤井敬之、編曲：音速ライン
16. ヒトカケ (LOUD&LOST MIX)[4:00]
作詞・作曲：藤井敬之、編曲：音速ライン
17. 半分花[4:39]
作詞・作曲：藤井敬之、編曲：音速ライン・棚橋UNA信仁
18. ロレッタ[3:29]
作詞・作曲：藤井敬之、編曲：音速ライン
19. ポラリスの涙[4:03]
作詞・作曲：藤井敬之、編曲：音速ライン・中村太知
20. C/T/Y[4:42]
作詞・作曲：藤井敬之、編曲：音速ライン

### DVD(初回限定盤のみ)
1. スワロー
2. 街風
3. 逢瀬川
4. ナツメ
5. 逢いたい
6. みずいろの町
7. 上昇気流
8. 真昼の月
9. 恋うた
10. 青春色
11. 半分花
12. ロレッタ
13. ポラリスの涙